# Hamad bin Mohammed Al Sharqi
Hamad bin Mohammed Al Sharqi (in arabo حمد بن محمد الشرقي‎?; Fujaira, 22 febbraio 1949) è un emiro emiratino di Fujaira e membro del Consiglio supremo federale degli Emirati Arabi Uniti dal 18 settembre 1974.

## Biografia
L'emiro Hamad è nato a Fujaira il 22 febbraio 1949 ed è figlio dell'emiro Mohammed bin Hamad Al Sharqi e di Fatima bint Rashid Al Nuaimi, una principessa del vicino emirato di Ajman e sorella dell'attuale emiro, Humaid IV bin Rashid Al Nuaimi, deceduta nel 2014.
Ha studiato inglese alla School of English di Eastbourne, nell'East Sussex, dal 1969 al 1970. Ha poi frequentato la Mons Officer Cadet School di Aldershot. Dal 1971 al 1974 ha lavorato come ministro dell'agricoltura e della pesca degli Emirati Arabi Uniti.
Il 18 settembre 1974, giorno della morte del padre, gli succedette al trono di Fujairah. Da allora ha gestito da solo l'amministrazione del suo principato e si è assunto anche la responsabilità di rappresentare gli Emirati Arabi Uniti in occasione di impegni internazionali e diplomatici. È noto per essere un oratore eloquente, fluente sia in inglese che in arabo. La sua educazione in una scuola britannica dimostra di essere un vantaggio quando ha a che fare con dignitari stranieri e alcuni dei leader mondiali. Per questi motivi, e anche per il fatto che la sua famiglia ha buoni rapporti con le famiglie regnanti di Abu Dhabi, Dubai e Ajman, ha rappresentato il presidente degli Emirati Arabi Uniti in seminari e conferenze internazionali. Ciò è stato particolarmente vero durante il regno del defunto Zayed bin Sultan Al Nahyan e del suo successore Khalifa. Questa amicizia ha favorito anche l'accesso ai fondi federali e agli incarichi ministeriali che vedono normalmente sfavoriti gli emirati più piccoli come il suo.
La famiglia Al Sharqi ha buoni rapporti con la famiglia Al Nahyan, che governa Abu Dhabi, una relazione affermata anche attraverso alleanze matrimoniali. Hanno anche relazioni simili con la famiglia dirigente di Dubai. Si tratta di relazioni molto antiche, radicate nella storia e forgiate nel corso di centinaia di anni, che risalgono al periodo in cui facevano parte dell'alleanza tribale Al Hinawi, schierate contro l'alleanza di Al Ghuwafir. Il rapporto della famiglia con Ajman è evidente nel fatto che la madre dell'emiro era originaria di quelle terre.

## Vita personale
L'emiro è sposato con Fatima bint Thani Al Maktoum e insieme hanno sei figli:
- Sheikha Sarra (nata nel 1985), laureata all'Università Americana di Sharjah;
- Sheikh Mohammed (nato nel 1986), principe ereditario;
- Sheikh Rashid (nato nel 1987), ha ottenuto un dottorato di ricerca in economia a Londra ed è capo del dipartimento media dell'emirato;
- Sheikha Shamsa (nata nel 1988), laureata all'Università di Zayed di Dubai e capo di diverse organizzazioni benefiche;
- Sheikha Madiyah (nata nel 1989), designer della moda;
- Sheikh Maktoum (nato nel 1991), laureato alla Royal Military Academy di Sandhurst.

## Albero genealogico
|                                      |                                      |                              | Genitori                         |  |  | Nonni |  |  | Bisnonni                   |  |  | Trisnonni           |  |
|                                      |                                      |                              |                                  |  |  |       |  |  | Sheikh Abd Allah Al Sharqi |  |  | Sheikh N. Al Sharqi |  |
|                                      |                                      |                              |                                  |  |  |       |  |  | Sheikh Abd Allah Al Sharqi |  |  | Sheikh N. Al Sharqi |  |
|                                      |                                      | …                            |                                  |  |  |       |  |  | Sheikh Abd Allah Al Sharqi |  |  |                     |  |
| Sheikh Hamad bin Abd Allah Al Sharqi |                                      |                              |                                  |  |  |       |  |  | Sheikh Abd Allah Al Sharqi |  |  |                     |  |
|                                      |                                      | …                            | …                                |  |  |       |  |  |                            |  |  |                     |  |
|                                      |                                      | …                            | …                                |  |  |       |  |  |                            |  |  |                     |  |
|                                      |                                      | …                            | …                                |  |  |       |  |  |                            |  |  |                     |  |
| Sheikh Mohammed bin Hamad Al Sharqi  |                                      | …                            |                                  |  |  |       |  |  |                            |  |  |                     |  |
|                                      |                                      | Muhammad bin Ya'arub         | …                                |  |  |       |  |  |                            |  |  |                     |  |
|                                      |                                      | Muhammad bin Ya'arub         | …                                |  |  |       |  |  |                            |  |  |                     |  |
|                                      |                                      | Muhammad bin Ya'arub         | …                                |  |  |       |  |  |                            |  |  |                     |  |
| NN bint Muhammad                     |                                      | Muhammad bin Ya'arub         |                                  |  |  |       |  |  |                            |  |  |                     |  |
|                                      |                                      | …                            | …                                |  |  |       |  |  |                            |  |  |                     |  |
|                                      |                                      | …                            | …                                |  |  |       |  |  |                            |  |  |                     |  |
|                                      |                                      | …                            | …                                |  |  |       |  |  |                            |  |  |                     |  |
| Sheikh Hamad bin Mohammed Al Sharqi  |                                      | …                            |                                  |  |  |       |  |  |                            |  |  |                     |  |
|                                      | Humaid III bin Abd al-Aziz Al Nuaimi | Sheikh Abdulaziz Al Nuaimi   |                                  |  |  |       |  |  |                            |  |  |                     |  |
|                                      | Humaid III bin Abd al-Aziz Al Nuaimi | Sheikh Abdulaziz Al Nuaimi   |                                  |  |  |       |  |  |                            |  |  |                     |  |
|                                      | Humaid III bin Abd al-Aziz Al Nuaimi | …                            |                                  |  |  |       |  |  |                            |  |  |                     |  |
| Sheikh Rashid bin Humaid Al Nuaimi   | Humaid III bin Abd al-Aziz Al Nuaimi |                              |                                  |  |  |       |  |  |                            |  |  |                     |  |
|                                      |                                      | Sheikha bint Saeed Al Nuaimi | Sheikh Saeed bin Majed Al Nuaimi |  |  |       |  |  |                            |  |  |                     |  |
|                                      |                                      | Sheikha bint Saeed Al Nuaimi | Sheikh Saeed bin Majed Al Nuaimi |  |  |       |  |  |                            |  |  |                     |  |
|                                      |                                      | Sheikha bint Saeed Al Nuaimi | …                                |  |  |       |  |  |                            |  |  |                     |  |
| Sheikha Fatima bint Rashid Al Nuaimi |                                      | Sheikha bint Saeed Al Nuaimi |                                  |  |  |       |  |  |                            |  |  |                     |  |
|                                      |                                      | …                            | …                                |  |  |       |  |  |                            |  |  |                     |  |
|                                      |                                      | …                            | …                                |  |  |       |  |  |                            |  |  |                     |  |
|                                      |                                      | …                            | …                                |  |  |       |  |  |                            |  |  |                     |  |
| …                                    |                                      | …                            |                                  |  |  |       |  |  |                            |  |  |                     |  |
|                                      |                                      | …                            | …                                |  |  |       |  |  |                            |  |  |                     |  |
|                                      |                                      | …                            | …                                |  |  |       |  |  |                            |  |  |                     |  |
|                                      |                                      | …                            | …                                |  |  |       |  |  |                            |  |  |                     |  |
|                                      |                                      | …                            |                                  |  |  |       |  |  |                            |  |  |                     |  |